# J. G. Westphal
Justus Georg Westphal, nemški astronom in matematik, * 18. marec 1824, Kolborn pri Lüchowu (Spodnja Saška), † 9. november 1859, Lüneburg (Spodnja Saška).
Ne smemo ga zamenjati z nemškim astronomom Johanom Heirichom Westphalom (1794 – 1831). Prav tako ga ne smemo zamenjati z Alfredom Friedrichom Juliusom Westpahlom, ki je bil geofizik in je živel v letih od 1850 do 1924.
J. G. Westphal je študiral na Univerzi v Göttingenu, kjer je pod C. F. Gaußom leta 1852 doktoriral s tezo Evolutio readicum aequationum algebraicarum e ternis terminis constantium in series infinitas. Z Gaußom, ki je bil med drugim direktor Observatorija, je sodeloval tudi kot njegov pomočnik - observator.

## Delo
J. G. Westphal je znan po tem, da je 24. julija 1852 odkril periodični komet 20D/Westphal (oznake 20D/1852, 1852 IV). Isti komet je neodvisno odkril tudi Christian Heinrich Friedrich Peters. Komet se je vrnil leta 1913 (oznake 20D1913 S1, 1913 VI in 1913d), leta 1976 pa se ni več pojavil in danes velja za izgubljeni komet. Predvidevajo, da je komet popolnoma razpadel preden je dosegel perihelij ob pojavu leta 1913.